# The Rev
James Owen «Jimmy» Sullivan  (Huntington Beach, Orange County; 9 de febrero de 1981-28 de diciembre de 2009) más popularmente conocido por su nombre artístico The Rev (diminutivo de The Reverend Tholomew Plague) fue un músico, compositor e instrumentista estadounidense, recordado por haber formado junto a M. Shadows y Zacky Vengeance la banda de hard rock y heavy metal Avenged Sevenfold, en la que se desempeñó como baterista, pianista y compositor. Previamente, trabajó como baterista en una banda de ska llamada Suburban Legends. También fue vocalista y teclista de una banda de avant-garde metal que él y Synyster Gates (de Avenged Sevenfold) formaron bajo el nombre de Pinkly Smooth.
En 2007 recibió un importante reconocimiento al poseer la novena posición entre los mejores bateristas del mundo. En 2010, ganó el premio Revolver Golden Gods, el cual fue recibido por su familia y los miembros de Avenged Sevenfold en su memoria. En la actualidad se encuentra posicionado en el puesto número 41 en la lista de los 100 mejores bateristas de la historia.
En la tarde del 28 de diciembre de 2009, su cuerpo fue encontrado en su propiedad en Huntington Beach. Existen diversas teorías acerca de su deceso, la más reactiva aparenta que su muerte se debió a causa de una cardiomegalia, intoxicación de medicamentos recetados y alcohol.

## Infancia y prematuro interés por la música
Sullivan nació en Huntington Beach, Orange County, California el 9 de febrero de 1981, donde se crio y vivió con sus padres  , siendo el segundo de tres hijos, tenía una hermana mayor y una menor. Su interés por la música surgió desde su infancia, mostrando una inclinación por los instrumentos de percusión, obteniendo su primer par de baquetas a la edad de cinco años, y más tarde, en 1993 cuando cumplió doce años le regalaron su primer kit de batería. En 1993 ingresó al instituto Huntington Beach High School donde comenzó a tocar en pequeños grupos y recitales del instituto. Dos de sus bandas favoritas eran Rancid y Transplants.
Más tarde, en 1999 junto a sus compañeros del instituto, formó su propia banda, Avenged Sevenfold. Ese mismo año a la edad de 18 años comenzó a grabar su primer CD y no mucho después de eso, decidió dejar sus estudios y ser músico. Más tarde grabó el segundo en 2000, sus 2 primeros álbumes fueron titulados, 1999 Demo y 2000 Demo. Las mayores influencias de The Rev eran: Vinnie Paul (Pantera), Dave Lombardo (Slayer), Lars Ulrich (Metallica), Mike Portnoy (ex Dream Theater) y Paul Bostaph (Slayer). Aparece en anuncios para la compañía "DW", "PDP", Promark, es patrocinado por Sabían Cymbals en platillos y baquetas y Evan Heads en baterías. Jimmy comentó en una entrevista para la revista Modern Drummer: "Yo me crié con estas cosas, tanto como el Hard Rock y el Heavy Metal"
Incluso también tuvo su mayor influencia visual, la cual era Tommy Lee, con quien comento "nunca pensé que llegara a tener una influencia así", lo describió como su mayor influencia y que se inspiraba de él más que de sus otras influencias. La velocidad de Jimmy siempre fue sorprendente, en 2007 desarrollo una técnica que el llamó Doble Ride. Esa es una técnica que se puede escuchar en las canciones: Almost Easy, Critical Acclaim y Crossroads en las que Jimmy se duplica en un doble tiempo en el contratiempo y en los platillos y también hablo en la revista DRUM sobre el retardo de grabación de su canción Crossroads. En donde se tomaron descansos y enfoques de energía en platillos y en las guitarras incluyendo su doble trabajo diciendo que todo eso fue simplemente una improvisación.

## Carrera musical

### Suburban Legends
Él y su amigo Tim Maurer en 1998 formaron "Bomb Squad" junto con sus amigos: Brent Feige, Justin Meacham, Vince Walker y Aaron Bertram. Las influencias de esta banda eran Reel Big Fish, Oingo Boingo, el artista pop Michael Jackson entre otras. Ese mismo año la banda graba su primer EP con el nombre de la banda. Poco después la banda cambió su nombre a "Suburban Legends". El primer proyecto de la banda fue su EP, el cual se tituló Bomb Squad el cual se conoce como el parlamento Bomb Squad (EP) en honor al antiguo nombre. En 1999 la banda lanza su primer álbum de estudio titulado Origin Edition, No mucho después del lanzamiento, Jimmy The Rev abandono la banda en 1999 y decide formar su propia banda con un estilo metalcore. Posteriormente en el 2000 Justin Sane también dejaría la banda para convertirse en el nuevo bajista de la banda Avenged Sevenfold.

### Pinkly Smooth
Pinkly Smooth fue un grupo originario en Huntington Beach formado por The Rev en el verano de 2001 cuando se encontraba con su guitarrista Synyster Gates y con dos miembros de la banda de surf rock, Ballistico en un hotel, fue poco similar a su banda Avenged Sevenfold sino que con un estilo avant-garde metal. Las mayores influencias de este grupo fueron las bandas: Mr. Bungle y Queen. The Rev se inspiró de Danny Elfman en su forma de tocar el piano. En esta integración estaban: The Rev como vocalista y pianista bajo el nombre de Rathead, Synyster Gates como guitarrista con el alias Syn, Buck Silverspur siendo el bajista como El Diablo, Derek Eglit como el baterista llamado Super Loop y Justin Sane colaboró con la banda por un corto tiempo con el teclado. La banda solo lanzó un álbum, titulado Unfortunate Snort el cual fue grabado en el 2002 y puesto a la venta el 3 de junio de ese mismo año bajo el sello discográfico de Bucktan Records. Tiene una longitud de 28:36. Contiene 6 temas musicales de larga duración, la banda se presentó en un club a finales del 2002 abriendo con Necromance Thatre y cerrando con Mezmer. Poco después de eso la banda tuvo algunos problemas ya que "Jimmy y Syn" deseaban dedicar todo su tiempo a A7X. Por ese motivo Pinkly Smooth se tomó un descanso indefinido. Ya en el 2007 estos 2 mismos miembros comentaron que estaban planificando nuevas ideas para Pinkly Smooth, pero esto nunca se llevó a cabo tras el fallecimiento de The Rev. La banda se disolvió definitivamente en el 2009. Aunque se ha comentado que los miembros de la banda tienen un proyecto en mente que se está planificando, es una remasterización de "Unfortunate Snort".

### Avenged Sevenfold
Avenged Sevenfold fue formada por Jimmy "The Rev" Sullivan en 1999 mientras estaba en la preparatoria, junto con 2 amigos suyos y uno de sus compañeros de clase, M. Shadows, Zacky Vengeance y Matt Wendt. Después de grabar su primer álbum mejor considerado como demo en 1999, se unió Synyster Gates a la banda como el guitarrista principal. En 2000 graban su segundo álbum y al terminar, Matt Wendt sale de la banda, poco más tarde fue sustituido por Justin Sane. Ya en 2001 la banda lanza su álbum debut considerado su primer álbum de larga duración con el nombre Sounding the Seventh Trumpet. Posteriormente el álbum sería relanzado en el 2002 ya con el nuevo bajista "Dameon Ash". Tras su fallecimiento, un amigo de la banda, "Johnny Christ" ingreso en 2002 como el nuevo y el actual bajista de la banda. Con eso se completaría la formación actual de la banda, sin contar a Jimmy "The Rev".
La banda ha ido cambiando con cada uno de sus álbumes, The Rev y Johnny Christ declararon en una entrevista "sería aburrido para nosotros experimentar los álbumes siempre con los mismos sonidos". El primer álbum fue con un estilo Metalcore, y el segundo fue con el mismo estilo y con un toque de heavy metal, en donde Rev y Shadows usaron excesivamente los gritos, Jimmy agregó estilo de voz gutural y screaming en algunas de las canciones. Tocaron por primera vez en el estadio de Long Beach, CA. Vans Warped Tour en el 2003. El estilo de la banda se fue transformando hacia el hard rock y el rock progresivo con el lanzamiento de su tercer álbum de estudio, City of Evil producido ya por la su nueva discográfica de la banda Warner Bros Records en 2005, el álbum fue considerado su segundo éxito y el álbum fue certificado el "Disco de oro" de la banda.
En el DVD, All Excess Matt habla de como fue que consiguieron sus alias y de que los miembros hicieron una lista de nombres para ver cual elegía la banda y que al final, Jimmy optó por el más raro (Avenged Sevenfold), que es una referencia bíblica al libro "génesis", también hace referencia a la historia de los hermanos Caín y Abel a pesar de que la banda ha comentado no ser una banda religiosa pero tampoco ser una banda satánica. The Rev en su banda, fue el baterista, vocalista, corista, compositor y pianista, toco el piano en canciones como: Seize the Day, A Little Piece Of Heaven, Save Me, Warmness On The Soul y Fiction. Su voz se presenta en: A Little Piece Of Heaven, Seize the Day, Brompton Cocktail, Unholy Confessions, Critical Acclaim, Crossroads, Gunslinger, Lost, Eternal Rest, Scream, Afterlife, Flash Of The Blade, Bat Country, Almost Easy y Fiction.

## Muerte
Sullivan fue encontrado muerto en su casa en Huntington Beach, California el 28 de diciembre de 2009 por su novia Leana McFadden, aproximadamente a la 1:00 p m.
La policía de Huntington Beach informó que la muerte fue por causas naturales, según la escena. Los resultados de la autopsia que se le realizó el 30 de diciembre fueron inconcluyentes. El informe toxicológico confirmó que James sufrió una grave intoxicación debida a efectos combinados de Oxicodona, Oximorfona, Diazepam/Nordiazepam y Etanol.
Las dos primeras sustancias son analgésicas —para aliviar el dolor—, el diazepam es para combatir la ansiedad. El etanol es el tóxico que introducimos en el cuerpo al consumir alcohol. Una mezcla letal, con efectos multiplicados porque el baterista padecía cardiomegalia, es decir, que tenía el corazón más grande de lo normal. De hecho, este punto fue señalado por el juez de instrucción como "afección determinante" para su muerte, lo cual quiere decir que murió medicándose y no consumiendo drogas.
Su funeral se llevó a cabo el 6 de enero de 2010, con la presencia de familiares y amigos, así como las bandas Good Charlotte, Lostprophets, My Chemical Romance y el Sr. Brian Haner, padre del guitarrista Synyster Gates el guitarrista líder de la banda.
No mucho después de su muerte la banda Avenged Sevenfold presentó este comunicado:

It is with great sadness and heavy hearts that we tell you of the passing today of Jimmy “The Rev” Sullivan.

Jimmy was not only one of the world's best drummers, but more importantly he was our best friend and brother.

Our thoughts and prayers go out to Jimmy's family and we hope that you will respect their privacy during this difficult time.

Jimmy you are forever in our hearts.

We love you. 
M. Shadows, Synyster Gates, Zacky Vengeance and Johnny Christ.

Con gran tristeza y profundo pesar en nuestros corazones les comunicamos hoy acerca del fallecimiento de Jimmy 'The Rev' Sullivan.

Jimmy no sólo fue uno de los mejores bateristas del mundo, sino que es aún más importante, fue nuestro mejor amigo y hermano.

Nuestros pensamientos y plegarias van para la familia de Jimmy y esperamos que ustedes respeten su privacidad durante este difícil momento.

Jimmy, estarás siempre en nuestros corazones.

Te queremos. 
M. Shadows, Synyster Gates, Zacky Vengeance y Johnny Christ.

Synyster Gates escribió la canción "So Far Away" del álbum Nightmare del 2010 en homenaje a su mejor amigo "Jimmy The Rev". El 6 de mayo de 2011 se estrenó un vídeo en el que se puede ver a M. Shadows, Synyster Gates, Zacky Vengeance y Johnny Christ tocando en un estudio de grabación mientras
recuerdan su infancia y adolescencia junto a Jimmy. También se pueden observar fotos de momentos de la banda con The Rev, y algunas actuaciones de él en vivo.
Avenged Sevenfold lanzó una versión demo de la canción Nightmare con The Rev en batería eléctrica y su voz en algunas partes de la canción. En la segunda entrega anual de Revolver Golden Gods, Jimmy ganó de nuevo el premio, y su familia lo recibió en su nombre.
Su batería se encuentra actualmente en la exhibición del Hard Rock Hotel & Casino en Las Vegas.

## Discografía

### ConSuburban Legends
- Origin Edition (1999)

### ConPinkly Smooth
- Unfortunate Snort (2002)

### ConAvenged Sevenfold
- 1999 Demo (1999)
- 2000 Demo (2000)
- Sounding the Seventh Trumpet (2001)
- Warmness On The Soul (2001)
- Waking The Fallen (2003)
- City of Evil (2005)
- All Excess (2007)
- Avenged Sevenfold (2007)
- Live in the LBC & Diamonds in the Rough (2008)
- Nightmare (2010) (grabó dos canciones antes de su muerte, Fiction y Save me)

## Reconocimientos
- En 2007 ganó el premio Revolver Golden Gods al mejor baterista.
- En 2008 quedó en la novena posición de los mejores bateristas del mundo.
- En 2010 la revista Drum magazine lo colocó como número 3 de los bateristas del año.
- En 2010 volvió a ganar otro Revolver Golden Gods y su familia y banda recibieron el premio en su memoria.